# Samenwerkingscommissie van de Belgische regering met de Brusselse Hoofdstedelijke Regering
De Samenwerkingscommissie van de Belgische Regering met de Brusselse Hoofdstedelijke Regering is een Belgisch overlegorgaan waarin een gelijk aantal vertegenwoordigers van de federale regering en van de Brusselse Hoofdstedelijke Regering zetelen. Daarnaast moet er ook een gelijk aantal Frans- en Nederlandstalige ministers zijn. Samen leggen ze de projecten en de hieraan gekoppelde federale budgetten vast die zullen worden uitgevoerd ter verbetering van Brussel als nationale en internationale hoofdstad.
Meer specifiek wordt er gewerkt aan de bevordering van:
- de internationale rol van Brussel vanwege de aanwezigheid van de instellingen van de Europese Unie in de Europese wijk, en van de hoofdzetel van de NAVO in Brussel.
- het functioneren van Brussel als hoofdstad van België.

In het bijzonder wordt de infrastructurele werking, de veiligheidssituatie en de internationale uitstraling bezien. Wie deze zaken financiert staat in de wet van 12 januari 1989 beschreven.
De commissie is opgericht op 12 januari 1989 op grond van artikel 43 van de Bijzondere Wet op de Brusselse Instellingen.
De commissie krijgt van de Federale overheid een budget bedoeld om grote projecten te realiseren die het Brussels Hoofdstedelijk Gewest zelf financieel niet aankan. Voorbeelden zijn de bouw van de Belliardtunnel, de renovatie van het Atomium en de uitbreiding van de metro. Momenteel bedraagt het jaarlijks budget 125 miljoen euro. 
De Directie Infrastructuur en Transport van de FOD Mobiliteit en Vervoer, kortweg Beliris, staat in voor de uitvoering van de geplande werken.